# Kamp!
Kamp! – polski zespół, założony w Łodzi, grający muzykę electro pop. Brzmienie tria określane jest jako melodyjny synth pop z wpływami nowej fali lat 80., francuskiego house’u i chill-wave'u.
23 listopada 2012 roku zespół wydał debiutancki album długogrający zatytułowany Kamp! (wydany nakładem własnej wytwórni Brennnessel, dystrybutorem albumu jest AGORA S.A.). Wcześniej muzycy wydali: Sulk (2012, single, Brennnessel), Cairo (2011, single, DISCO Texas), Heats (2010, single, Brennnessel), Breaking a ghost's heart (2009, single, Brennnessel) i Thales one (2009, EP, Brennnessel).

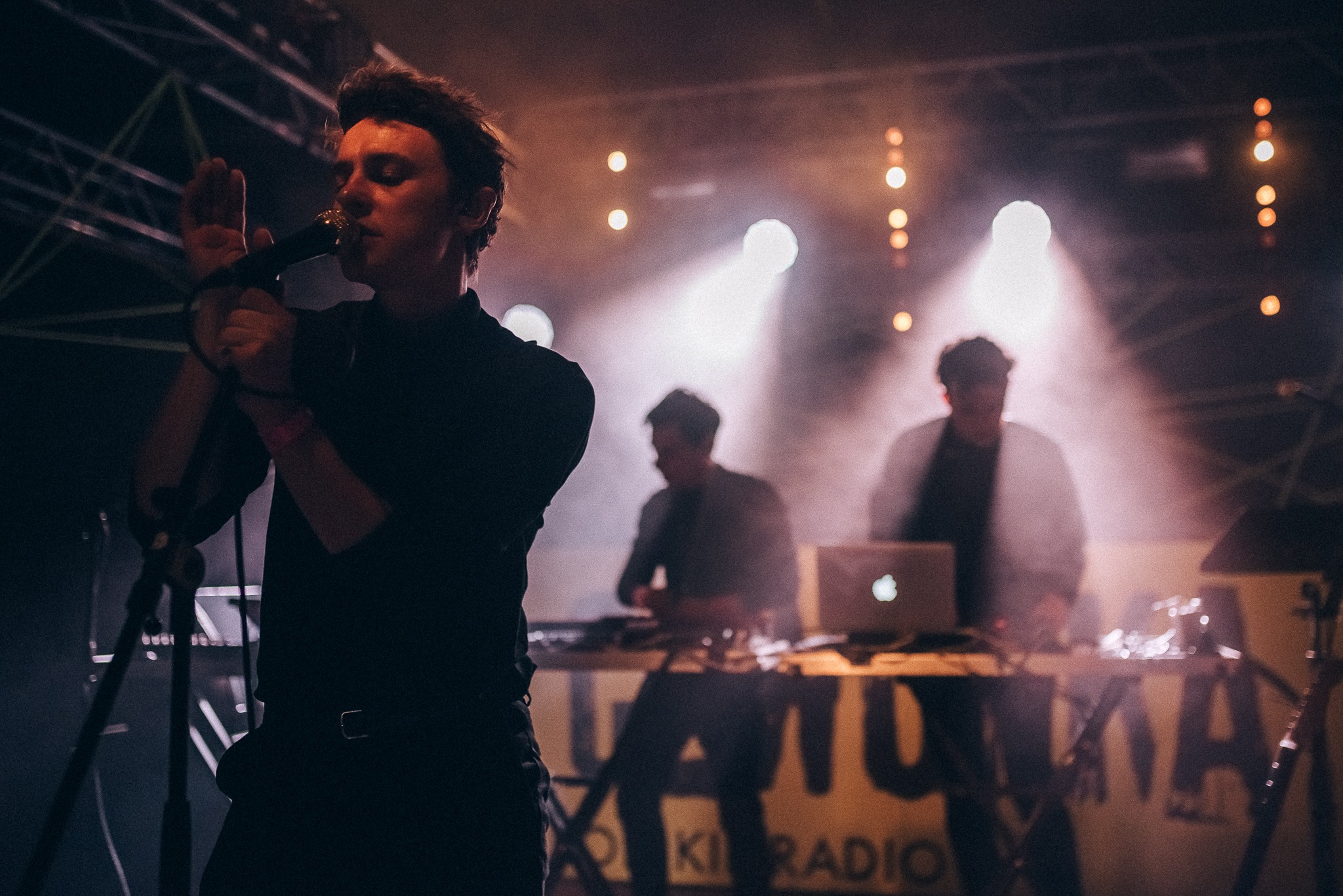
Kamp! na Czwartej Scenie Czwórki podczas Up To Date Festival

Kamp! zagrał m.in. na Selectorze, Open'erze, Olsztyn Green Festival, SXSW w Austin (USA), The Great Escape w Brighton (UK), na Liverpool Sound City (UK), Exit Festival (Serbia), Audioriver czy Festiwalu Tauron Nowa Muzyka w Katowicach oraz w rozgłośniach radiowych: „Offsesję” w Trójce (z zespołem Avell) i „Przesłuchanie” w Radiu Roxy.

## Dyskografia

### Albumy
- 2012: Kamp!
- 2015: Orneta
- 2018: Dare
- 2019: Kamp!Live

### Single i EP-ki
- 2009: Breaking a Ghost's Heart, Thales One (EP)
- 2010: Heats/Distance of the Modern Hearts (EP)
- 2011: Cairo (EP)
- 2012: Sulk
- 2013: Melt, Can’t You Wait
- 2014: A New Leaf, Baltimore (EP)
- 2015: No Need to Be Kind
- 2016: Dorian
- 2017: Deny
- 2017: Turn My Back On You
- 2018: Don’t clap hands
- 2020: Play Me Dirty
- 2020: Huset

### Remiksy dla innych artystów
- 2009: Club Collab – Please
- 2010: Thieves Like Us – Never Known Love, Indigo Tree – iamthecar
- 2011: Appaloosa – Patchwork
- 2012: Shindu – Just Go, Monika Brodka – Dancing Shoes, Twilite – I Am the Sun
- 2013: Rebeka – Melancholia
- 2016: Mark Moore – Special & Golden

### Składanki różnych wykonawców
- 2009: Streamtape 2: Dziewięćdziesiątka osiemdziesiątych i ma dwie strony jak taśma (utwór „Zen Garden”), We Are From Poland, Vol. 5 (utwór „Cosmological”)
- 2010: Offsesje 2 (utwór „Tristesse Royale”)
- 2013: Friends Will Carry You Home Too, 2 (utwór „Azure”)